# Arctic Sea
Arctic Sea war der Name eines unter der Flagge Maltas fahrenden Frachtschiffs. Bekannt wurde es durch unvollständig geklärte Ereignisse im Sommer 2009, in deren Verlauf das Schiff in der Ostsee von maskierten Männern geentert wurde, anschließend verschwand und auf Höhe der Kapverden von der russischen Marine aufgebracht und befreit wurde.

## Allgemeines
Für die Arctic Sea war als Eigner das Unternehmen Arctic Sea Ltd. auf Malta eingetragen. Das Schiffsmanagement erfolgte durch die Solchart Management in Helsinki, Finnland, das ISM-Management lag in den Händen von Solchart Arkhangelsk in Archangelsk, Russland. Die Arctic Sea wurde hauptsächlich für den Transport von Holz aus Finnland eingesetzt.

## Geschichte
Gebaut wurde das Schiff 1991 als Ochotskoje (russisch Охотское, wiss. Transliteration Ochotskoe) auf der Sedef-Werft in Gebze/Istanbul.

### Vorfälle im Sommer 2009
Am 22. Juli 2009 gegen 00:30 UTC lief das Schiff aus dem finnischen Hafen Jakobstad aus. Es war nach offiziellen Angaben mit 6700 m³ Schnittholz des schwedisch-finnischen Forstunternehmens Stora Enso im Wert von rund 1,3 Mio. Euro für Bejaia in Algerien beladen. In Bejaia sollte das Schiff am 2. August um 12:00 UTC ankommen, was aber nicht geschah. Die Umstände des Verschwindens führten zu Spekulationen über die Richtigkeit der Angaben zur Ladung.
Vor der Fahrt in Richtung Bejaia hatte das Schiff ab dem 24. Juni für Überholungsarbeiten in Kaliningrad gelegen und den Hafen in der Nacht vom 17. auf den 18. Juli mit Ziel Jakobstad verlassen, wo es am 20. Juli gegen 11:00 UTC ankam.
Am 31. Juli wurde bekannt, dass das Schiff am frühen Morgen des 24. Juli zwischen Öland und Gotland von acht maskierten Männern (z. T. wurde auch von zehn oder bis zu zwölf Personen berichtet), die sich als Drogenfahnder der schwedischen Polizei ausgaben, mit Hilfe eines Schlauchbootes gestoppt und geentert worden sei. Die aus 15 Personen bestehende russische Besatzung soll gefangen genommen und das Schiff anschließend durchsucht worden sein. Verschiedenen Pressemitteilungen zufolge verließen die Männer nach gut zwölf Stunden das Schiff wieder, das daraufhin seine Reise fortsetzte.
Am 28. Juli meldete sich das Schiff für die Durchfahrt durch den Ärmelkanal über Funk bei den britischen Behörden in Dover. Zuletzt wurde am 29. Juli um 19:06 UTC das AIS-Signal des Schiffes von einer Landstation empfangen, als die Arctic Sea nördlich der französischen Küste auf der Höhe von Brest mit 7,7 kn in Richtung WSW fuhr. Als geplante Ankunftszeit für Bejaia wurde jetzt der 4. August 2009 um 23:00 UTC gesendet. Seitdem fehlte nach offiziellen Angaben von dem Schiff jede Spur; widersprüchliche Meldungen über angebliche Sichtungen des Schiffes sorgten in den nächsten Tagen für weitere Verwirrung. Die russische Marine stellte vier Kriegsschiffe der Schwarzmeerflotte, und zwar drei Landungsschiffe des Projekts 775 und die Fregatte Ladny, zur Suche nach der Arctic Sea ab, die zusätzlich von zwei Atom-U-Booten unterstützt wurden.

Route der Arctic Sea

Am 15. August wurde gemeldet, die Reederei habe eine Lösegeldforderung für das Schiff erhalten. Am 17. August gab der russische Verteidigungsminister Anatoli Serdjukow bekannt, dass das Schiff 480 km von den Kapverden entfernt von der russischen Marine aufgebracht worden sei, die Besatzung habe gerettet werden können und die Piraten seien ohne Gegenwehr festgenommen worden. Nach der gelungenen Befreiungsaktion räumte der russische NATO-Botschafter Dmitri Rogosin ein, dass den Behörden der Aufenthaltsort der Arctic Sea seit Tagen bekannt gewesen sei. Man habe die Öffentlichkeit aber bewusst irregeführt, um die Militäraktion zur Befreiung der Besatzung nicht zu gefährden. An der Befreiungsaktion wirkten Vertreter aus zwanzig Staaten mit.
In den Tagen danach wurden in den Medien weitere Unstimmigkeiten in der offiziellen Version gemeldet. Analysen aus mehreren Staaten kamen zu dem Schluss, dass das Schiff für eine Holzladung zu tief im Wasser lag. Es wurde der Verdacht geäußert, dass die Holzlieferung Tarnung für eine Waffenlieferung sei. Die Mutmaßungen gingen so weit, dass von Marschflugkörpern vom Typ Ch-55 und Luftabwehrraketen vom Typ S-300 gesprochen wurde. Als mögliche Empfänger wurden Iran oder die Palästinenserorganisation Hamas genannt.
Die Piraten wurden nach Russland (Militärflugplatz Tschkalowski) gebracht und angeklagt. Mindestens einer der Angeklagten wurde verurteilt. Der Großteil der Besatzung wurde zum Verhör durch Geheimdienste ausgeflogen und zwei Wochen lang fast ohne Kontakte nach außen festgehalten. Der Kapitän und die restliche Besatzung blieben auf der Arctic Sea, die von der russischen Marine in den Schwarzmeerhafen Noworossijsk geschleppt werden sollte.
Es besteht der Verdacht, dass die Besatzung zumindest teilweise mit den Piraten kooperiert hatte. Die mutmaßlichen Piraten selbst gaben sich als Naturschützer aus dem Baltikum aus. Sie seien von der Arctic Sea aus Seenot gerettet worden. Während der Reise habe sich keine Gelegenheit geboten, von Bord des Schiffes zu gehen. Mehrfach wurde der israelische Geheimdienst als Auftraggeber der Entführung genannt. Andere Quellen sahen den russischen Geheimdienst FSB als Initiator. Die mutmaßlichen Piraten waren überwiegend Russen.
Rund drei Wochen nachdem bekannt geworden war, dass die Arctic Sea von der russischen Marine nach Noworossijsk geschleppt werden solle, wurde über den Abschluss der Ermittlungen des Untersuchungsausschusses bei der russischen Staatsanwaltschaft mit dem Ergebnis berichtet, dass sich lediglich Schnittholz an Bord befunden habe. Das Schiff sollte nun an die maltesischen Behörden bzw. den Schiffseigner übergeben werden und dafür den kanarischen Hafen Las Palmas anlaufen. Nach späteren Berichten wurde der Antrag des Schiffs auf Aufenthalt im Hafen wegen angeblicher Waffen an Bord bzw. fehlendem Handelsschiffsstatus abgelehnt.
Am 31. Oktober tauchte das Schiff in Valletta auf Malta wieder auf.

### Ab 2009
Die Arctic Sea wurde 2010 für 1,8 Millionen Euro an das kanadische Unternehmen Great Lakes Feeder Lines verkauft und unter die Flagge von Barbados gebracht. Das Schiff wurde von Great Lakes Feeder Lines für den Gütertransport zwischen den USA und Kanada eingesetzt. Ende Oktober 2011 erwarb das Unternehmen Amber Express Cargo, das von PMAC Marine aus Sharjah in den Vereinigten Arabischen Emiraten vertreten wurde, das Schiff und benannte es im November 2011 in Shelley Express um. Später kam das Schiff als LTW Express zunächst unter die Flagge Panamas und später unter die Tansanias. Ab Sommer 2018 fuhr das Schiff als Baby Leen unter panamaischer Flagge. Am 10. März 2021 wurde das Schiff im indischen Alang zum Abbruch gestrandet.

## Technische Daten und Ausstattung
Als Antrieb des Schiffes diente ein MAN-B&W-Dieselmotor (Typ: 6L35MC) mit 3360 kW Leistung, der auf einen Verstellpropeller wirkte. Das Schiff erreichte eine Geschwindigkeit von rund 13 kn. Es war mit einem Bugstrahlruder ausgerüstet. Für die Stromerzeugung standen drei Generatoren zur Verfügung, zwei davon wurden mit 264 kW Leistung und einer mit 300 kW Leistung angetrieben.
Das Schiff verfügte über zwei boxenförmige Laderäume. Raum 1 war 25,88 Meter lang, 12,49 Meter breit und 8,17 Meter hoch. Er verjüngte sich im vorderen Teil. Raum 2 war 25,22 Meter lang, 12,49 Meter breit und 8,17 Meter hoch. Die Kapazität der Räume betrug 5.242 m³ für Schüttgüter bzw. 5.100 m³ für Stückgüter. Die Räume waren mit hydraulisch betriebenen Faltlukendeckeln verschlossen. Die Tankdecke konnte mit 8,5 t/m², die Lukendeckel mit 1,75 t/m² belastet werden.
Das Schiff war mit zwei auf der Backbordseite angebrachten Kranen ausgerüstet, die jeweils 25 t oder kombiniert 45 t heben konnten.
Das Schiff konnte Container laden. Die Containerkapazität betrug 224 TEU. Von Great Lakes Feeder Lines wurde die Kapazität mit 270 TEU angegeben. 114 TEU fanden in den Laderäumen, 156 TEU an Deck Platz. Bei homogener Beladung mit 14 Tonnen schweren Containern konnten 203 TEU geladen werden. Das Maximalgewicht eines Stapels mit 20-Fuß-Containern konnte im Raum 75 t sowie an Deck 45 t betragen, das eines Stapels mit 40-Fuß-Containern konnte im Raum 100 t sowie an Deck 60 t betragen. Für Kühlcontainer waren 21 Anschlüsse vorhanden.
Die Decksaufbauten befanden sich im hinteren Bereich des Schiffes. Hinter dem Deckshaus war ein Freifallrettungsboot installiert.